# Anna Frey
Anna Frey (* 5. November 2007 in Farmington, Utah) ist eine US-amerikanische Tennisspielerin und Social-Media-Influencerin.

## Tennis-Karriere
Frey spielte vor allem auf der ITF Junior World Tennis Tour und seit 2022 auf der ITF Women’s World Tennis Tour, wo sie aber bislang noch keinen Titel gewinnen konnte.
Schon als 14-Jährige gewann Frey, die im Salt Lake Tennis and Health Club trainiert, viele nationale Titel.
2023 stand Frey im September im Finale eines UTR-Turniers in Newport Beach und gewann im Dezember ihr erstes professionelles Turnier bei der UTR Pro Tennis Tour $25K in Newport Beach mit einem Preisgeld von 3.600 US-Dollar. Ende Dezember stand sie im Finale der U18-Konkurrenz der USTA Winter National Championships, wo sie gegen Alexis Nguyen mit 4:6 und 2:6 verlor.
Im August 2024 erhielt sie eine Wildcard für die Qualifikation für das Hauptfeld im Dameneinzel der Tennis in the Land, ihrem ersten Turnier der WTA Tour.

## Social-Media-Karriere
Bekannt wurde Frey durch ihre vermeintliche Ähnlichkeit mit dem NFL-Quarterback Brock Purdy. Dies brachte ihr 2023 einen Sponsorvertrag mit dem US-amerikanischen Nahrungsergänzungsmittel-Hersteller Six Star Pro Nutrition nach den neuen NCAA  name, image und likeness (NIL) Regeln und eine Einladung zum Super Bowl LVIII am 11. Februar 2024 im Allegiant Stadium ein, zu dem sie vom Unternehmen eingeflogen wurde. Frey hat (Stand August 2024) über zwei Millionen Follower auf TikTok und 720.000 auf Instagram.